# 屋久島国立公園
屋久島国立公園（やくしまこくりつこうえん）は、鹿児島県の屋久島の一部及び口永良部島の全域から構成される国立公園で、いずれも屋久島町に属する。指定面積は32,553ha。2012年3月16日に霧島屋久国立公園から分離され、30番目の国立公園として指定された。

## 地理

### 屋久島
宮之浦岳を中心とした山岳景観を形成されており、海岸から宮之浦岳山頂まで植生の垂直分布が確認され、また樹齢3,000年ともいわれる屋久杉が屹立し、また野生動物も豊富に確認されており、生物学上にも貴重である。1993年には島の面積の約2割にあたる107.47km2の区域がユネスコの世界遺産（自然遺産）に登録された。
島の全域が「屋久島・口永良部島ユネスコエコパーク」の登録エリアであり、国立公園の特別保護地区、第一種特別地域、海域公園地区がそのまま厳正な管理の対象となる核心地域に区分されており、国有林の森林生態系保護地域も兼ねる。また、北太平洋で最大級のアカウミガメの産卵地である島北西部の前浜、いなか浜、四ツ瀬浜の3つの砂浜が屋久島永田浜としてラムサール条約に登録されている。

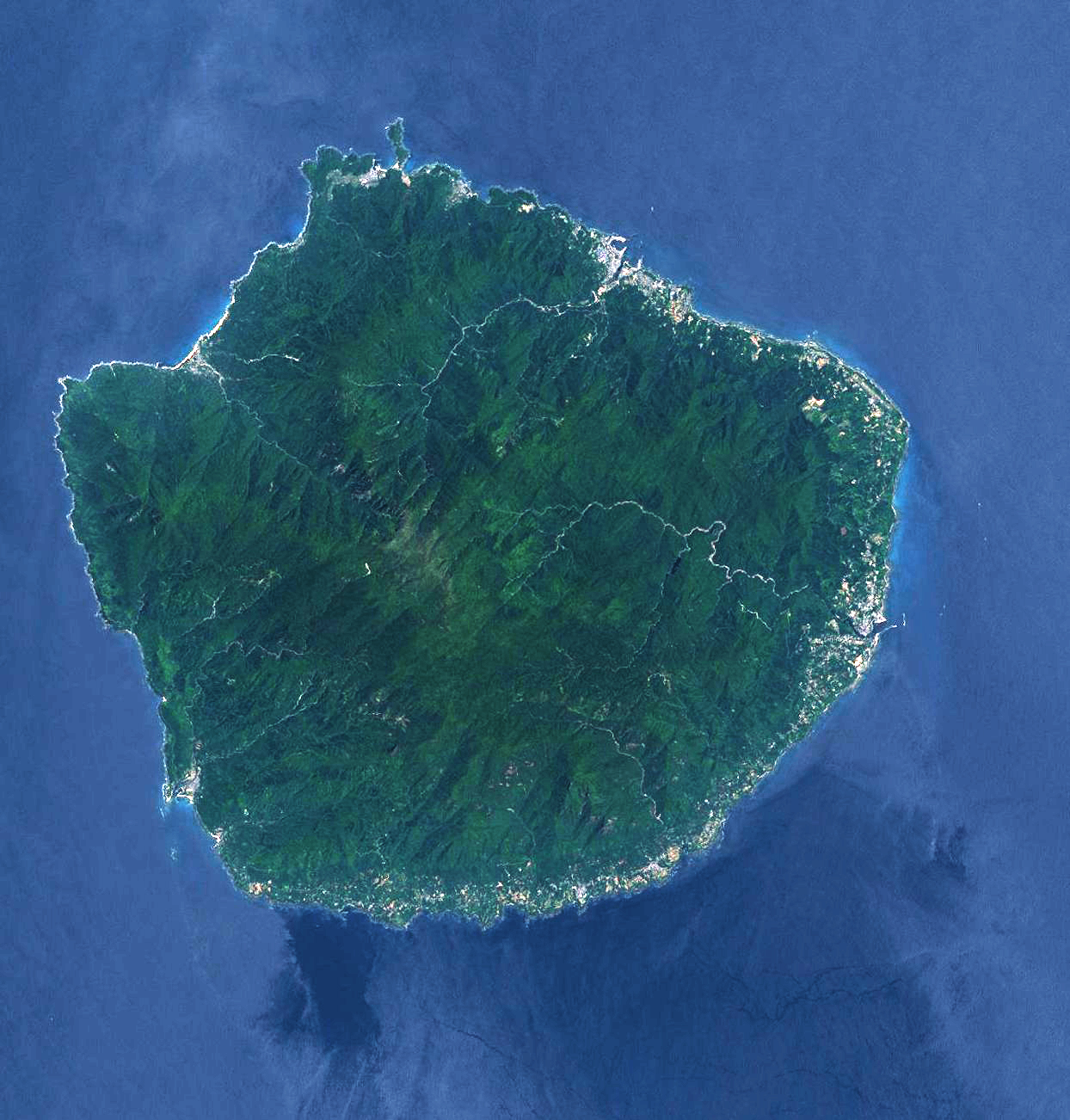
屋久島のランドサット画像
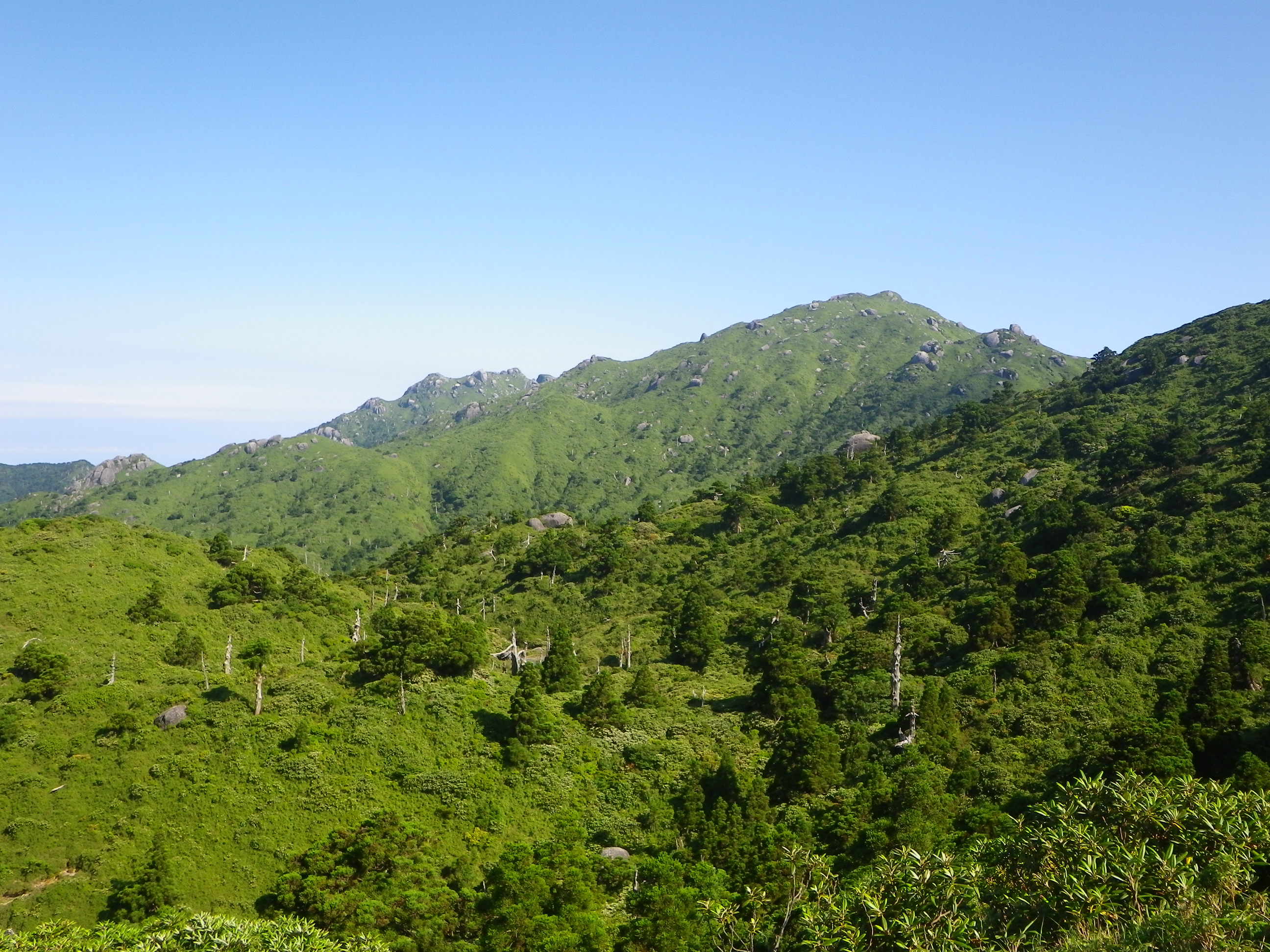
屋久島三岳
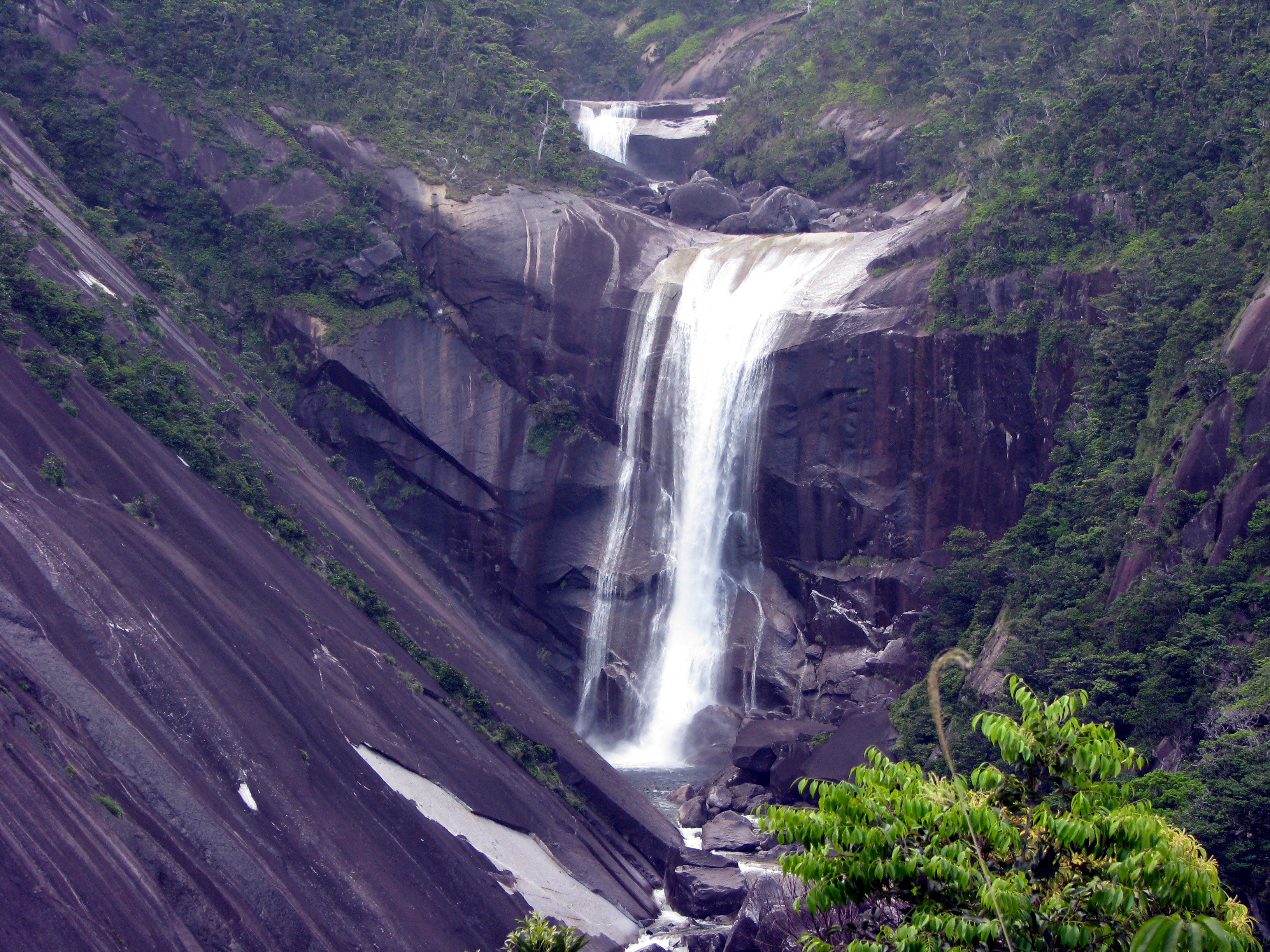
千尋の滝

### 口永良部島
新旧2つの火山群が結合し成形された薩南火山群島最大の火山島（活火山ランクB、噴火警戒レベル2）である。
こちらも島の全域がユネスコエコパークの登録エリア。

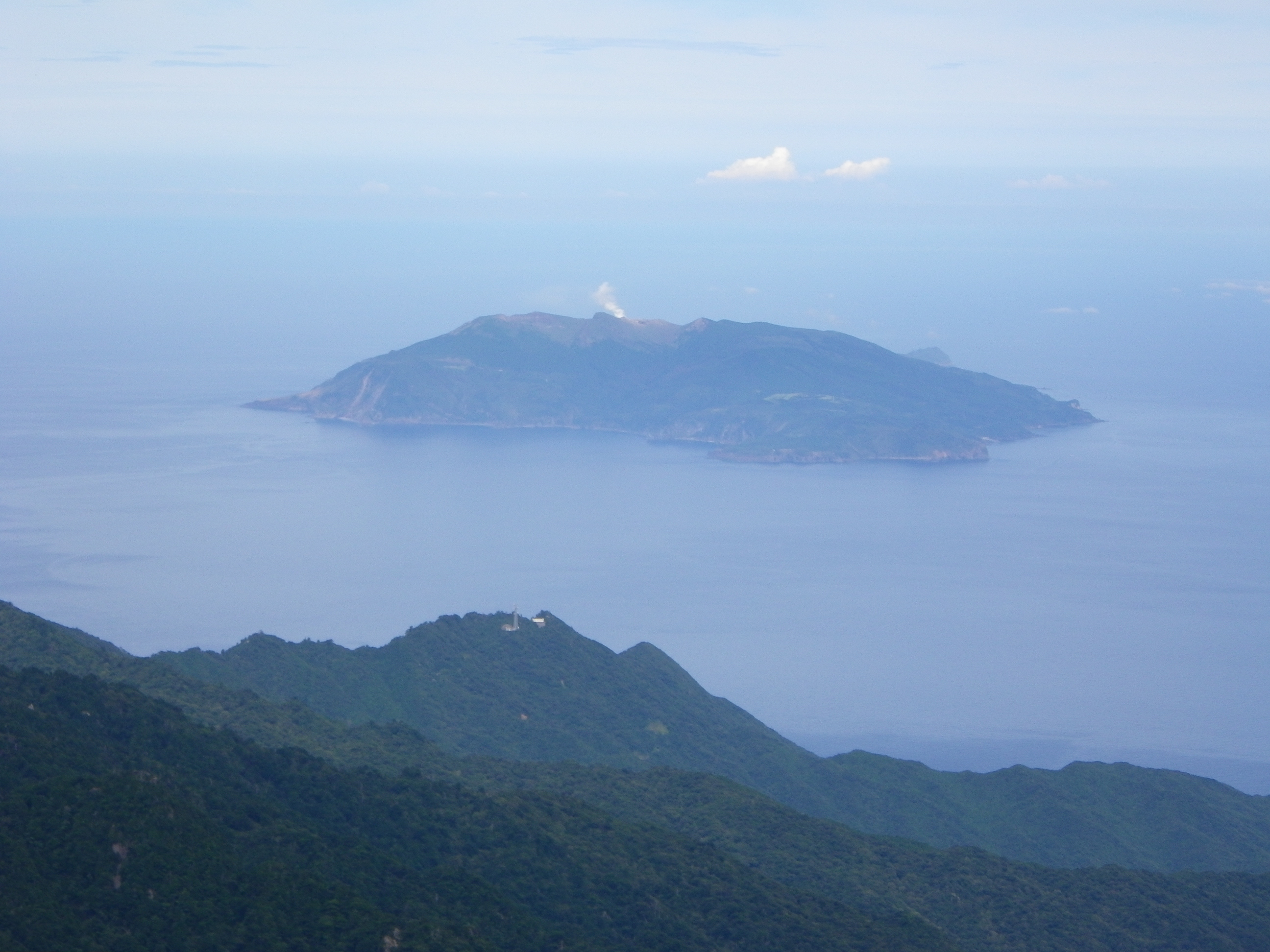
永田岳から望む口永良部島
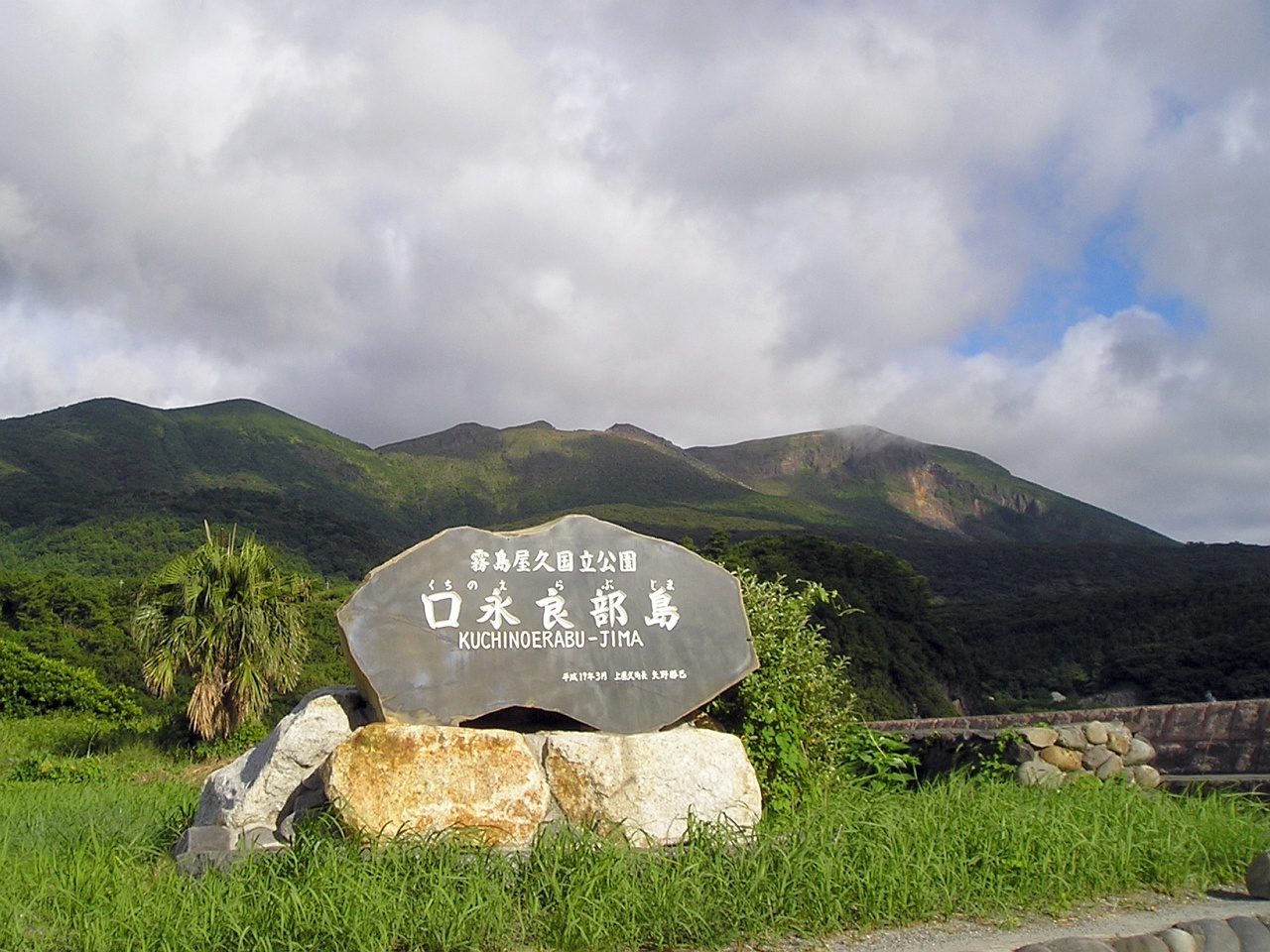
口永良部島の活火山の山々
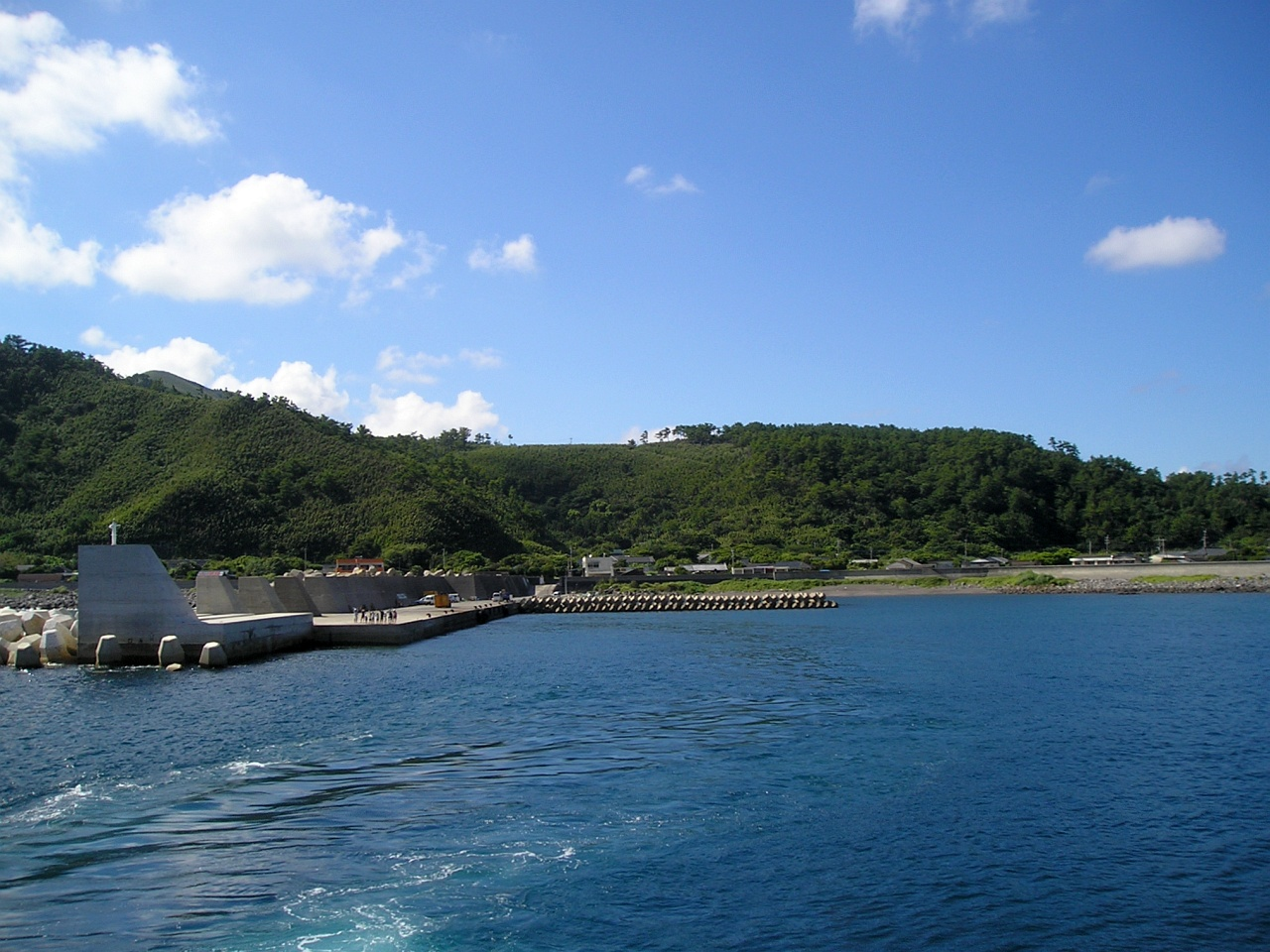
本村集落

## 歴史
1964年（昭和39年）3月16日に錦江湾国定公園とともに霧島国立公園に編入され霧島屋久国立公園の屋久島地域となった。
しかし、霧島地域や錦江湾地域など火山活動を起源とするものと島嶼生態系である屋久島地域では性質が異なることから、2011年12月22日に霧島屋久国立公園から屋久島が独立する形で屋久島国立公園を設置する計画が決定し、2012年3月16日には官報に告示され同日付で霧島屋久国立公園（分割時に霧島錦江湾国立公園に改称）から分割され屋久島国立公園が設置された。

## 海域公園
屋久島国立公園内では屋久島の南西部にある栗生近辺と口永良部島のメガ崎近辺の海が海域公園に指定されている。